# Flandra Esperanto-Ligo
La Flandra Esperanto-Ligo (FEL) ("Lega Fiamminga dell'Esperanto") è l'associazione esperantista delle Fiandre, fondata il 7 ottobre 1978. L'associazione pubblica la rivista mensile internazionale Monato.   
Il bollettino della Flandra Esperanto-Ligo si chiama Horizon-Taal ed è principalmente in lingua olandese.   

## Storia
Nel 1930 fu fondata la Flandra Ligo Esperantista, che poi nel 1962 si unì alla Belga Ligo Esperantista per dar vita alla Belga Esperanto-Federacio, sezione nazionale dell'UEA per il Belgio.  
La Flandra Esperanto-Ligo nacque in seguito e collabora all'interno della Federazione assieme alle associazioni della Vallonia (Asocio por Esperanto) e di Bruxelles (Esperantista Brusela Grupo).   